# 毛利彰
毛利 彰（もうり あきら、1935年 - 2008年4月9日）は、日本のイラストレーター。

## 人物
鳥取県出身。
上京後、石膏デッサンを学んだ後帰郷し、鳥取大丸宣伝部に入社。 再び上京し、1957年から1971年まで伊勢丹のファッションイラストレーション担当。
1971年からフリーとなってから小説の挿絵や映画ポスター、広告などを数多く手がけた。
鳥取市の鳥取城跡近くにある吉川経家の銅像のデザイン画を担当した。「歴史群像シリーズ」（学習研究社）では、表紙で武将や合戦シーンなどを描いた。 
2008年4月9日、鳥取市内の病院で呼吸不全のため死去。享年73。

## 経歴
- 鳥取県立鳥取西高等学校卒業。
- 1957年 - 1971年、伊勢丹のファッションイラストレーション担当。
- 1971年、フリーに。

## 実績
- 1959年、日本宣伝美術会特選。
- 1961年、ADC銀賞受賞。
- 1990年、講談社出版文化賞・さし絵賞受賞。

## 作品
- 手塚治虫「火の鳥」（角川書店）ハードカバー版シリーズ装画
- 天下布武～英雄たちの咆哮～（1991年、ゲームアーツ）メガCD用ソフトジャケットのイラスト
- 毛利彰イラストレーション（1991年、徳間書店）毛利彰イラスト傑作集・代表的な253点が掲載された作品集